# Ujandina
Ujandina (rusky Уяндина) je řeka v Jakutské republice v Rusku. Je dlouhá 586 km. Povodí řeky je 177 000 km².

## Průběh toku
Vzniká soutokem řek Irgičjan a Baky. Teče převážně přes Abyjskou nížinu, kde je její tok velmi členitý a v jeho okolí se nachází mnoho jezer. Je levým přítokem Indigirky.

## Vodní režim
Zdrojem vody jsou sněhové a dešťové srážky. Zamrzá v říjnu a rozmrzá na konci května až na začátku června, přičemž na konci zimy promrzá až do dna. Na řece je charakteristické náledí. Nejvyšších vodních stavů dosahuje od června do září.